# بفروان
بفروان، روستایی از توابع بخش مرکزی در استان آذربایجان غربی ایران است.

## جمعیت
این روستا در دهستان مکریان شمالی قرار دارد و براساس سرشماری مرکز آمار ایران در سال ۱۳۸۵، جمعیت آن ۱۴۵۶ نفر (۲۲۰ خانوار) بوده‌است